# Diana King
Diana King (* 8. November 1970 in Spanish Town, Jamaika) ist eine jamaikanische Sängerin.

## Leben
Diana King wurde als eines von 15 Kindern in Spanish Town, in der Nähe von Kingston, geboren und wuchs in der Hope Road in Kingston in der Nachbarschaft von Reggae-Legende Bob Marley auf. Als Freundin von Cedella und Sharon Marley war sie regelmäßig Gast im Hause Marley und kam so schon in sehr jungen Jahren mit dem Musikgeschäft in Berührung. Nach ihrem Beitrag zu Stir It Up wurde das Plattenlabel Sony auf die Sängerin mit der unverkennbaren Stimme aufmerksam und nahm sie unter Vertrag.
Mit Shy Guy, bekannt aus dem Soundtrack zum Film Bad Boys, kam sie erstmals weltweit in die Charts. Später landete sie mit ihrer Coverversion von I Say a Little Prayer, Soundtrack in Die Hochzeit meines besten Freundes, erneut einen Hit. 1997 erreichte ihr Album Think Like a Girl in den US Top Reggae Albums Charts von Billboard Platz 1.
King outete sich 2012 als lesbisch. Sie ist damit die einzige als homosexuell geoutete prominente Person Jamaikas. Seit 2007 ist sie mit Mijanne Webster liiert, die sie im Januar 2018 heiratete. 2018 verkündete King auf Twitter sich als nicht-binär zu identifizieren; King beansprucht im Englischen für sich die geschlechtsneutralen Pronomen "they/them".

## Diskografie

### Alben
- 1995: Tougher Than Love
- 1996: Tougher & Live
- 1997: Think Like a Girl
- 1998: Remix Kingdom
- 2002: Respect

### Singles
- 1994: Stir It Up
- 1994: Love Triangle
- 1995: Shy Guy
- 1995: Ain’t Nobody
- 1996: I’ll Do It (& Nahki)
- 1997: I Say a Little Prayer
- 1997: L-L-Lies
- 1997: Find My Way Back
- 1997: When We Were Kings (Brian McKnight and Diana King)
- 1998: Rise Up (Jamaica United starring Ziggy Marley, Buju Banton, Diana King, Shaggy, Maxi Priest, Ini Kamoze, Toots Hibbert)
- 2002: Summer Breezin’

## Auszeichnungen für Musikverkäufe
| Silberne Schallplatte - Frankreich - 1995: für die Single Shy Guy Goldene Schallplatte - Belgien - 1995: für die Single Shy Guy - Kanada - 1996: für das Album Tougher Than Love - 1998: für das Album Think Like a Girl - Neuseeland - 1995: für die Single Shy Guy - Norwegen - 1995: für das Album Tougher Than Love | Platin-Schallplatte - Australien - 1995: für die Single Shy Guy - Japan - 1997: für das Album Think Like a Girl 2× Platin-Schallplatte - Japan - 1996: für die Single I’ll Do It 3× Platin-Schallplatte - Japan - 1995: für das Album Tougher Than Love |

Anmerkung: Auszeichnungen in Ländern aus den Charttabellen bzw. Chartboxen sind in ebendiesen zu finden.
| Land/RegionAuszeichnungen für Musikverkäufe (Land/Region, Auszeichnungen, Verkäufe, Quellen) | Silber  | Gold     | Platin     | Verkäufe  | Quellen                   |
| -------------------------------------------------------------------------------------------- | ------- | -------- | ---------- | --------- | ------------------------- |
| Australien (ARIA)                                                                            | —       | —        | Platin1    | 70.000    | aria.com.au               |
| Belgien (BRMA)                                                                               | —       | Gold1    | —          | 25.000    | ultratop.be               |
| Deutschland (BVMI)                                                                           | —       | Gold1    | —          | 250.000   | musikindustrie.de         |
| Frankreich (SNEP)                                                                            | Silber1 | —        | —          | 125.000   | infodisc.fr               |
| Japan (RIAJ)                                                                                 | —       | —        | 6× Platin6 | 900.000   | riaj.or.jp                |
| Kanada (MC)                                                                                  | —       | 2× Gold2 | —          | 100.000   | musiccanada.com           |
| Neuseeland (RMNZ)                                                                            | —       | Gold1    | —          | 7.500     | aotearoamusiccharts.co.nz |
| Norwegen (IFPI)                                                                              | —       | Gold1    | —          | 25.000    | ifpi.no                   |
| Vereinigte Staaten (RIAA)                                                                    | —       | 2× Gold2 | —          | 1.000.000 | riaa.com                  |
| Vereinigtes Königreich (BPI)                                                                 | —       | Gold1    | —          | 400.000   | bpi.co.uk                 |
| Insgesamt                                                                                    | Silber1 | 9× Gold9 | 7× Platin7 |           |                           |